# Informační systém o silniční a dálniční síti ČR
Informační systém o silniční a dálniční síti ČR (ISSDS ČR) je informační systém budovaný a provozovaný Ředitelstvím silnic a dálnic. Tematicky zahrnuje celou dálniční a silniční síť České republiky, tedy nejen komunikace ve správě ŘSD, ale i silnice II. a III. tříd, vlastněné kraji, avšak nezahrnuje místní a účelové komunikace. Od 1. července 2007 měla podle zákona jeho funkci převzít Centrální evidence pozemních komunikací, ministerstvo dopravy však dosud nesplnilo povinnost vydat prováděcí vyhlášku a tento systém zřídit a provozovat a dosavadní dotace poskytnuté ŘSD ministerstvem na vývoj systému byly podle zprávy Nejvyššího kontrolního úřadu využity neúčelně a bez efektu. 

## Historie
Společnost VARS Brno ve své zprávě o projektu vývoje CEPK k 1. lednu 2007 uvedla, že ISSDS ČR je již několik desítek let systematicky budován na Ředitelství silnic a dálnic ČR, odboru silniční databanka a využíván na všech úrovních především v procesech správy a údržby majetku, dopravního inženýrství ale i v dalších činnostech. Společně s ním byl od roku 2006 provozován Jednotný systém dopravních informací (JSDI) v rámci meziresortního projektu (společně ministerstvy dopravy, vnitra a informatiky). Datové registry pro CEPK podle úvodní zprávy VARS Brno byly již v rámci ISSDS ČR a JSDI vybudovány.
Vzhledem k tomu, že Ředitelství silnic a dálnic ČR vzniklo k 1. lednu 1997 a předtím byla jeho agenda roztříštěna mezi množství organizací (Ředitelství dálnic Praha, Ředitelství silnic ČR a silniční investorské útvary (SIÚ) v krajských městech), není z dostupných informací zřejmé, která z nich mohla podobný jednotný informační systém vyvíjet a budovat před rokem 1997. 
V roce 2003 provoz Informačního systému o silniční a dálniční síti České republiky (ISSDS ČR) pro síť dálnic, silnic I., II. a III. třídy zabezpečovalo pracoviště Technického úseku Ředitelství silnic a dálnic ČR (ŘSD ČR) silniční databanka (SDB) se sídlem v Ostravě. Silniční databanka byla zdrojem digitálních i tištěných informací pro oblast silničního hospodářství.

## Popis a využití
V rámci ISSDS ČR jsou Silniční databankou spravovány tyto údaje:
- uzlový lokalizační systém (ULS): eviduje uzlové body, úseky, propojení dopravních tahů ve složitých křižovatkách, průběh dopravních tahů komunikací.
- neproměnné parametry: pasportizační popis komunikací (šířkové uspořádání, počty pruhů, omezení rychlosti, záchytná bezpečnostní zařízení, stromořadí, ochranné zdi, vybavení komunikace: parkoviště, odpočívky, čerpací stanice, zastávky MHD, motoresty atd.), popis křižovatek, registr objektů (mosty, podjezdy, železniční přejezdy, přívozy, brody, tunely), podloží a konstrukční vrstvy vozovek, geometrické vedení trasy, souřadnice bodů (GPS), příčný sklon, ekologické údaje (chráněné krajinné oblasti, pásma hygienické ochrany vod), dálniční specifikace
- proměnné parametry měřené diagnostickými zařízeními: únosnost, drsnost, podélná nerovnost IRI, příčná nerovnost, poruchy vozovek, makrotextura.
- registr stavební činnosti: dokončené stavby na komunikacích, základní prostředky dotčené dokončenými stavbami, dokončené akce oprav nebo souvislé údržby komunikací.
- dopravní inženýrství: sčítání dopravy, výkonnost komunikací

Ke zpracování a analýze dat GIS byly v Silniční databance v roce 2003 využívány produkty firmy Esri (ARC/INFO, ArcView, MapObject, ArcGIS). Pro tvorbu digitální mapy silniční databanky a doplnění mapových výstupů bylo využíváno vektorové mapové dílo DMÚ 25 (tj. v měřítku 1:25 000). Kolem roku 2003 byl budován Datový sklad ŘSD ČR s využitím technologií ArcSDE a ArcGIS, cílem bylo on-line propojení mezi uživateli dat ISSDS ČR a jejich zpracovatelem na principu klient-server.
Přehledová data a mapy jsou aktualizovány pravidelně dvakrát ročně (k 1. lednu a 1. červenci).
Mezi uživatele dat patří Ministerstvo dopravy ČR, ŘSD, krajské úřady, krajské správy a údržby silnic, Státní fond dopravní infrastruktury, Centrum dopravního výzkumu, magistráty, Ministerstvo obrany, Policie ČR, školy, soukromý sektor a ostatní spolupracující organizace. Pro širokou i odbornou veřejnost jsou k dispozici veřejná lokalizační a pasportní data pro GIS aplikace v ESRI formátech, webová aplikace obsahující interaktivní silniční mapu s vybranými pasportními informacemi, webové prezentace o sčítání dopravy či o průjezdnosti komunikací a mostů v důsledku povodní aj.
Pro majetkové správce silnic byl v silniční databance vyvinut v programovém prostředí Delphi s využitím komponent MapObjects základní uživatelský evidenční software „Databanka majetkových správců v GIS“, což je 32bitová aplikace pracující na PC nad operačními systémy MS Windows 95 a vyšší. Produkt má dvě základní části, mapový prohlížeč geografických dat a popisnou část pracující přímo s databázemi.